# Endel Tulving
Endel Tulving, né le 26 mai 1927 à Petseri en Estonie (aujourd'hui Petchory en Russie) et mort le 11 septembre 2023, est un psychologue expérimentaliste et un neuroscientifique de la cognition, estonien naturalisé canadien.
Ses recherches sur la mémoire humaine ont influencé des générations de psychologues, de neuroscientifiques et de cliniciens. Une de ses contributions les plus influentes à la psychologie moderne a été de différencier la mémoire épisodique des autres sortes d'apprentissages et de mémoires du cerveau. 
Membre de la Royal Society, de l'Academia Europaea, de l'Académie américaine des arts et des sciences, de la National Academy of Sciences, de l'Académie royale des sciences de Suède et de la Société royale du Canada.

## Honneurs
- Docteur honoris causa de l'université de Tartu (1989)
- Docteur honoris causa de l'université d'Umeå
- Docteur honoris causa de l'Université de Toronto (2001)
- Officier de l'ordre du Canada
- Ordre de l'Étoile blanche d'Estonie de 2e classe (2000)
- Prix Gairdner (2005)